# قرار مجلس الأمن التابع للأمم المتحدة رقم 1760
قرار مجلس الأمن التابع للأمم المتحدة رقم 1760، المتخذ بالإجماع في 20 يونيو 2007.

## القرار
طلب مجلس الأمن من الأمين العام بان كي مون تجديد فريق الخبراء الماليين والمتخصصين في تجارة الأخشاب والألماس لمواصلة التحقيق في انتهاكات عقوبات المجلس ضد ليبيريا، بعد ورود تقارير تفيد بأن الرئيس الليبيري السابق تشارلز تيلور، موجود الآن لاهاي ينتظر المحاكمة بتهمة ارتكاب جرائم حرب، ربما لا يزال لديه ثروة كبيرة.
بموجب الفصل السابع من ميثاق الأمم المتحدة، طلب المجلس من الأمين العام أن ينشئ، في غضون شهر واحد، فريق خبراء مكون من ثلاثة أعضاء للقيام ببعثة تقييم متابعة إلى ليبريا والدول المجاورة، من أجل، من بين أمور أخرى، التحقيق وتجميع تقرير عن التنفيذ وأي انتهاكات للتدابير المحددة في القرار 1521 (2003).
ويدعو القرار إلى إنشاء فريق مكلف بالمثل ويفرض حظر سفر على الدائرة المقربة من السيد تايلور، وكذلك على أي أفراد آخرين «يشكلون تهديدا للاستقرار والأمن في ليبريا والمنطقة الإقليمية». جاء إجراء المجلس عقب اجتماع مغلق عقد من قبل للنظر في تقرير فريق الخبراء السابق، الذي انتهت ولايته. واكتشف الفريق، الذي أجرى تقييمات في غرب أفريقيا وأماكن أخرى بين شباط / فبراير وحزيران / يونيو، أن السيد تيلور قد تكون له أصول مخفية كبيرة في ليبريا ونيجيريا، وأنه يحتفظ بعلاقات مع شركة هاتف خلوي ليبرية كبيرة.
يحدد القرار الأهداف المحددة لبعثة التقييم الجديدة للفريق، بما في ذلك إجراء تحقيق إضافي في تنفيذ وانتهاكات قرار المجلس 1532 (2004)، الذي يدعو جميع الدول الأعضاء إلى تجميد الأصول المالية والموارد الاقتصادية التي يملكها أو يتحكم فيها تايلور، وزوجته جيويل هوارد تايلور، وابنه تشارلز تايلور جونيور، وشركاء آخرون، من أجل منعهم من «استخدام الأموال والممتلكات المختلسة للتدخل في استعادة السلام في ليبريا والمنطقة دون الإقليمية».
من المتوقع أن يقيِّم الفريق تنفيذ التشريع المتعلق بالغابات الذي أقره الكونجرس الليبيري ووقعه الرئيسة إلين جونسون سيرليف ليصبح قانونًا في تشرين الأول (أكتوبر) الماضي، وقياس مدى امتثال الحكومة لعملية كيمبرلي لإصدار الشهادات. ويطلب من الخبراء تقديم تقرير إلى المجلس من خلال «لجنة 1521»، التي ترصد نظام عقوبات الأمم المتحدة على ليبريا، بحلول 6 كانون الأول / ديسمبر 2007، وتقديم تحديثات غير رسمية حسب الاقتضاء قبل ذلك التاريخ.

## روابط خارجية
- نص القرار في undocs.org